# 2006年匈牙利抗議
2006年匈牙利抗議是由於一段闡述匈牙利總理费伦茨·久尔恰尼坦承匈牙利社會黨為贏得2006年議會選舉而說謊的秘密對話被公佈，所引發一系列的反政府抗議。在第一、二天的晚上，原本和平的示威遊行在後來激進人士的參與之後開始出現零星衝突：包圍並搶奪公共廣播電臺、破壞車輛與商店窗戶、並攻擊維持秩序的警察等。
這場抗議與示威遊行缺乏顯著的政治層面支持（例如主要反對黨），並像是半自發性的活動，雖然仍有少數右派政治人士在活動中企圖提高影響力並宣揚政治理念。

## 外部連結
- Excerpts: Hungarian 'lies' speech - BBC（页面存档备份，存于）